# Lycomorpha strigifera
Lycomorpha strigifera är en fjärilsart som beskrevs av M.Gaede 1926. Lycomorpha strigifera ingår i släktet Lycomorpha och familjen björnspinnare. Inga underarter finns listade i Catalogue of Life.